# 江州 (西晉)
江州，中國西晉時至元朝時的州。早期幅员广袤，包括今天江西省、福建省的大部和浙江省的一部分，南朝後期轄境縮小，隋朝以後轄境僅限於今天江西省九江市一帶。

## 沿革

### 晉朝
西晉元康元年（291年），以荊、揚二州疆土廣遠，統理尤難，分揚州七郡（豫章國、鄱阳郡、庐陵郡、临川郡、南康郡、建安郡、晋安郡）與荆州三郡（武昌郡、桂阳郡、安成郡）合十郡置江州，治豫章國南昌縣（今江西省南昌市）。江州之名係因江水之名而來。永興元年（304年），分揚州廬江郡、江州武昌郡置尋陽郡，屬江州。永嘉元年（307年），桂陽郡改屬湘州。
東晉時，江州成为军事重镇，僑置新蔡郡。咸康六年（340年），州治遷至尋陽郡柴桑縣（今江西省九江市西南）。永和元年（345年），州治遷回南昌。不久又遷至柴桑。

### 南朝
南朝宋孝建元年（454年），武昌郡改屬郢州。至此，江州領十郡：尋陽郡、豫章郡、鄱阳郡、庐陵郡、临川郡、南康郡、建安郡、晋安郡、安成郡、南新蔡郡。
南朝梁天監中（502年－519年），分晋安郡置南安郡。普通五年（524年），建安郡改屬東揚州。大通二年（528年），分豫章、庐陵、临川三郡置巴山郡。後分尋陽郡僑置太原郡。承聖元年（552年），临川郡改屬寧州。承聖二年（553年），鄱陽郡改屬吳州。太平元年（556年）前後，分豫章郡置豫寧郡，安成、巴山、豫寧三郡改屬高州，豫章郡新吳縣等地改屬南江州。太平二年（557年），尋陽、太原等郡改屬西江州，江州徙治南昌。同年，南江州、西江州併入江州。至此，江州領七郡：尋陽郡、豫章郡、庐陵郡、南康郡、晋安郡、南安郡、太原郡。
南朝陳初，江州徙治尋陽郡柴桑縣湓口城（今江西省九江市潯陽區）。天嘉四年（563年），廢高州，其所領臨川、安成、安樂、巴山、廣豐、豫寧六郡改屬江州。光大二年（568年），晉安、南安二郡改屬豐州；廢吳州，其所領鄱阳郡還屬江州。太建五年（573年），北伐得齊昌郡、新蔡郡、高唐郡、晋熙郡，屬江州。太建八年（576年），分江州晋熙、新蔡、高唐三郡置晉州。太建十一年（581年），齊昌郡失陷。至此，江州領十二郡：尋陽郡、豫章郡、庐陵郡、南康郡、鄱阳郡、临川郡、安成郡、安樂郡、巴山郡、廣豐郡、豫寧郡、太原郡。

### 隋朝
| 隋代行政区划变遷 | 隋代行政区划变遷                                 | 隋代行政区划变遷 | 隋代行政区划变遷     |
| 区划             | 開皇元年                                         | 区划             | 大業3年              |
| ---------------- | ------------------------------------------------ | ---------------- | -------------------- |
| 州               | 江州                                             | 郡               | 鄱陽郡               |
| 郡               | 鄱陽郡                                           | 县               | 鄱陽县 余干县 弋陽县 |
| 县               | 鄱陽县 广晋县 銀城县 余干县 安仁县 上饒县 葛陽县 | 县               | 鄱陽县 余干县 弋陽县 |

隋朝開皇九年（589年）滅陳後廢郡，分江州置洪州（故豫章郡部分、豫寧郡、廣豐郡、巴山郡部分）、吉州（故庐陵郡、安樂郡、安成郡部分）、袁州（故安成郡部分、豫章郡部分）、虔州（故南康郡）、撫州（故临川郡、巴山郡部分）、饒州（故鄱阳郡）；廢尋陽郡為尋陽縣，太原郡為龍城縣，二縣直屬江州。江州辖境縮小到今天江西省九江市、德安县、彭泽县、湖口县、都昌县等地。
開皇十八年（598年），改尋陽縣為彭蠡縣，龍城縣為彭澤縣。大業三年（605年），改江州為九江郡，彭蠡縣為湓城縣。
楚太平元年（617年），改九江郡為江州。同年，後梁取江州，下辖湓城、彭澤二县。

### 唐朝
唐朝武德四年（621年），佔領江州，分湓城縣置潯陽縣，州治仍為潯陽縣湓口城（今江西省九江市潯陽區）。武德五年（622年），分湓城縣置楚城縣（今江西省九江市庐山区赛阳镇荆林街），分彭澤縣（今江西省彭澤縣瀼溪镇和团村）置樂城縣（今江西省彭澤縣黄岭乡旧县街）、都昌縣（今江西省都昌縣蔡岭镇洞门口村），彭澤、樂城、都昌三縣改屬浩州。武德八年（625年），廢浩州，彭澤（樂城併入）、都昌二縣還屬江州；湓城縣併入潯陽縣。貞觀八年（634年），楚城縣併入潯陽縣。至此，江州領三縣：潯陽、彭澤、都昌。
天寶元年（742年），改江州為潯陽郡。至德二載（757年），分彭澤縣、鄱陽郡鄱陽縣、宣城郡秋浦縣置至德縣（今江西省东至县尧渡镇梅城），屬潯陽郡。乾元元年（758年），復潯陽郡為江州，至德縣改屬饒州。
南吳順義七年（927年），分潯陽縣置德安縣。南唐昇元元年（937年），改潯陽縣為德化縣。昇元三年（939年），分德化縣置瑞昌縣。保大七年（949年）前後，分德化縣置湖口縣。保大十一年（953年），分彭澤縣置東流縣。至此，江州領七縣：德化、德安、瑞昌、湖口、彭澤、都昌、東流。

### 宋元
北宋開寶八年（975年），平江南，次年取江州，屬江南路。太平興國三年（978年），分都昌縣置星子縣，東流縣改屬池州。太平興國七年（982年），都昌、星子二縣改屬南康軍。咸平三年（1000年），析置廣寧監。至此，江州領五縣一監：德化、德安、瑞昌、湖口、彭澤、廣寧監。
天禧四年（1020年），分江南路為兩路，江州屬江南東路。南宋建炎四年（1130年），合兩路為一路，江州屬江南路。紹興元年（1131年），分江南路為兩路，江州屬江南西路。
元朝至元十二年（1275年），佔領江州。至元十四年（1277年），升江州為江州路。

## 長官
晉朝江州刺史（291年－420年）
- 傅综（291年－292年）
- 高诞（294年－297年）

- 諸葛京[10]
- 應邈（？－305年）[11]
- 衛展（306年－？）[12]
- 華軼（？－311年）[13]
- 李矩（312年）[14]
- 王敦（315年－322年）[15]
- 陶侃（322年－323年）
- 王彬（323年－324年）[15]
- 應詹（324年－326年）[16]
- 溫嶠（326年－329年）
- 劉胤（329年）[17]
- 郭默（330年）[18]
- 陶侃（330年－334年）[19]
- 庾亮（334年－340年）[20]
- 王羲之（340年）[21]
- 王允之（340年－342年）[22]
- 褚裒（342年－343年）[23]
- 庾冰（343年－344年）[17]
- 謝尚（344年－345年）[24]
- 庾翼（345年）[25]
- 谢永（345年－347年）
- 王羲之（347年－348年）
- 徐宁（349年－351年）
- 王长述（353年）
- 桓雲（？－360年）[26]
- 桓沖（360年－373年）[26]
- 桓石秀（373年－377年）[26]
- 桓嗣（377年－383年）[26]
- 桓沖（383年－384年）[26]
- 桓伊（384年－？）[27]
- 王凝之（？－398年）[21]
- 王愉（398年）[28]
- 桓玄（398年－400年）[29]
- 桓脩（400年）[26]
- 桓玄（400年－401年）[29]
- 桓偉（401年－402年）[29]
- 桓石生（402年）[26]
- 郭昶之（403年－404年）[30]
- 劉敬宣（404年－405年）[31]
- 何無忌（406年－410年）[30]
- 庾悅（410年－412年）[32][30]
- 孟懷玉（412年－415年）[31]
- 劉柳（415年－416年）[13][33]
- 檀韶（416年－418年）[34]
- 王弘（418年－420年）[35]

劉宋江州刺史（420年－479年）
- 王弘（420年－426年）
- 檀道濟（426年－436年）
- 劉義宣（436年－439年）
- 劉義慶（439年－440年）
- 劉義康（440年－441年）
- 庾登之（441年－443年）
- 劉紹（443年－449年）
- 劉宏（449年－451年）
- 劉駿（451年－453年）[36]
- 臧質（453年－454年）
- 蕭思話（454年）
- 刘祎（454年－458年）
- 劉昶（458年－459年）
- 劉休範（459年－463年）
- 劉子勛（463年－464年）
- 劉休仁（464年）[37]
- 劉子勛（464年－466年）[38]
- 劉休祐（未就任，465年－466年）
- 王玄謨（466年）
- 王景文（466年－470年）
- 劉休範（470年－471年）
- 劉休若（471年）
- 劉休範（471年－474年）[39]
- 劉友（474年－478年）[40]
- 蕭賾（478年）
- 蕭嶷（478年－479年）
- 王延之（479年）[41]

南齊江州刺史（479年－502年）
- 王延之（479年－482年）
- 蕭暠（482年－484年）[42]
- 王奐（484年－486年）
- 蕭子隆（未就任，486年）[43]
- 蕭鈞（486年－488年）[44]
- 蕭曅（488年－489年）
- 王晏（489年）
- 蕭子響（489年）
- 蕭鏘（490年－493年）
- 陳顯達（493年）[43]
- 蕭子懋（494年）[45]
- 王廣之（494年－496年）
- 蕭寶夤（496年－498年）
- 陳顯達（498年－499年）[46]
- 蕭寶攸（499年－501年）[47]
- 王茂（501年）
- 陳伯之（501年－502年）[48]

南梁江州刺史（502年－557年）
- 陳伯之（502年）
- 王茂（502年－507年）
- 蕭秀（507年－508年）
- 曹景宗（508年）
- 蕭偉（510年－513年）
- 王茂（513年－515年）
- 蕭綱（515年－517年）
- 蕭續（517年－520年）[49]
- 蕭綸（520年－524年）
- 蕭績（524年－528年）[50]
- 蕭象（528年－529年）[51]
- 蕭紀（529年－532年）
- 蕭昂（532年－535年）
- 蕭續（535年－537年）
- 蕭綸（537年－540年）
- 蕭歡（540年）
- 蕭繹（540年－547年）[50]
- 蕭大心（547年－550年）
- 蕭大連（550年－551年）[52]
- 陳霸先（551年）[53]
- 王僧辯（551年－552年）
- 蕭方智（553年－555年）[54]
- 侯瑱（555年－557年）[55][53]
- 周迪（557年）[56]

陳朝江州刺史（557年－589年）
- 周迪（557年－563年）
- 吳明徹（562年－563年）
- 侯安都（563年）
- 黃法𣰋（563年－565年）
- 章昭達（565年－568年）[57][58]
- 陳叔陵（568年－572年）
- 陳叔堅（572年－575年）
- 陳伯山（575年－579年）
- 陳叔英（579年－583年）[59]
- 陳叔堅（583年）
- 陳叔文（583年－584年）
- 陳叔重（584年－？）
- 陳嶷（？－588年）
- 陳彥（588年－589年）[60]

隋朝江州刺史（589年－607年）
- 李子雄
- 宋均
- 竇孝
- 張忠敏
- 王逖[61]

唐朝江州刺史（621年－742年，758年－907年）
- 盖彦举（621年）
- 李襲志（江州總管兼任，622年－623年）
- 侯君集（江州都督兼任，626年）
- 鄭善果（629年）
- 郭孝恪（贞观前期）
- 左難當（640年見任）
- 趙行德（贞观年间）
- 冉仁才（贞观年间）
- 陶銳（贞观年间）
- 夏侯绚（653年，未任）
- 史玄道（唐高宗时）
- 李亶（唐高宗时）
- 張嘉言（唐高宗时）
- 長孫誼（武周初年）
- 李同恩（武周时）
- 張戩（唐中宗时）
- 李訥（726年－？）
- 獨孤禎（731年見任）
- 李尚辭（735年見任）
- 戴希谦（开元年间）
- 元邕（开元年间）
- 柳贞望（开元年间）
- 裴酆（开元年间）
- 浔阳郡太守
- 竇從昭（唐肃宗时）
- 蕭華（广德年间）
- 徐向（765年）
- 封某（766年）
- 李芃（約767年）
- 陶銑（？－769年）
- 相里造（769年－771年）
- 李承（771年－772年）
- 薛弁（773年－774年）
- 包佶（780年見任）
- 王鍔（783年－？）
- 韋應物（785年－787年）
- 柳渾（787年）
- 崔衍（791年見任）
- 嚴士良（795年見任）
- 盧虔（？－797年）
- 李康（798年見任）
- 李歸期（801年）
- 魏弘簡（贞元年间）
- 韋汎（贞元年间）
- 孔戣（元和初年）
- 张勔（？－813年）
- 李萬卷（815年）
- 張錫（817年）
- 李靦（817年見任）
- 崔能（818年見任）
- 竇常（元和末年）
- 錢徽（821年）
- 李渤（822年）
- 李景信（宝历、大和年间）
- 韋珩（829年－831年）
- 郑鲂（831年）
- 趙蕃（？－835年）
- 李珏（835年－836年）
- 长孙某（开成年间）
- 杜慥（838年－841年）
- 苗愔（841年）
- 張又新（842年－843年）
- 楊嗣復（846年）
- 鄭魴
- 王某
- 虞玟
- 于安仁
- 李华
- 刘长卿
- 苗耽
- 李玄
- 崔黯（849年見任）
- 李回（851年—852年）
- 皇甫鉟（大中年间）
- 裴夷直（大中年间）
- 李遠（大中年间）
- 裴行諷（860年見任）
- 段成式（咸通初年）
- 盧簡方（咸通初年）
- 李正範（863年）
- 李章（864年見任）
- 苗紳（867年－868年見任）
- 崔沆（咸通年间）
- 李體仁（？－874年）
- 塗曉（乾符年间）
- 陳輦（？－876年）
- 劉秉仁（？－877年）
- 陶祥（877年－？）
- 薛能（880年）
- 高霸（中和年间）
- 曾徒（？－890年）
- 陳卓（894年見任）
- 李奉宗（光化年间）
- 鍾延規（？－906年）[62]

宋朝知江州軍州事（975年－1275年）
- 馮拯（？－997年）[63]
- 袁逢吉（真宗時）[64]
- 劉沆（仁宗時）[63]
- 張奎（仁宗時）[65]
- 呂誨（1061年－？）[66]
- 劉述（1069年－？）[67]
- 劉瑾（神宗時）[68]
- 彭汝礪（1095年）[69]
- 董必（哲宗時）[70]
- 董敦逸（？－1100年）[70]
- 李光（1127年）[71]
- 韓肖冑（1128年）[72]
- 陳彥文（1128年－1129年）[73]
- 權邦彥（1129年）[73]
- 韓梠（1129年）[73]
- 朱勝非（1130年－1131年）[74]
- 楊惟忠（1131年－？）[75]
- 劉紹先（？－1132年）[76]
- 韓駒[77]
- 趙士遒（？－1135年）[78]
- 向子諲（紹興中）[79]
- 汪若海（紹興中）[80]
- 唐文若（？－1165年）[81]
- 韓彥直（乾道中）[82]
- 林栗（孝宗時）[83]
- 陳鑄（1205年見任）[84]
- 徐誼（寧宗時）[85]
- 李孟傳（寧宗時）[86]
- 陳謙（寧宗時）[87]
- 趙崇憲（寧宗時）[88]
- 袁燮（嘉定中）[89]
- 徐邦憲（寧宗時）[80]
- 陳卓[90]
- 袁肅（端平中）[91]
- 吳淵（1239年）[92]
- 董槐（1239年－1240年，1242年－1243年）[93]
- 陳塏（理宗時）[94]
- 袁玠（？－1259年）[95]
- 印應雷（1260年－？）
- 汪立信（1262年－？）[96]
- 錢真孫（？－1275年）[97]

元朝知江州事（1275年－1277年）
- 呂師夔（1275年－1276年）[98]